# Muerte de Yahya Sinwar
La muerte de Yahya Sinwar ocurrió el miércoles 16 de octubre de 2024, como parte de sus operaciones en la guerra Israel-Gaza de 2023-2024. Su muerte fue el resultado de una patrulla de rutina de las Fuerzas de Defensa de Israel (FDI) y un encuentro casual en la ciudad de Rafah, al sur de Gaza, y no un asesinato selectivo. Los soldados no sabían a quién habían matado hasta que regresaron a la escena el jueves por la mañana y un cuerpo se parecía mucho al de Sinwar. Primero se extrajo el dedo del cadáver y se envió a Israel para su análisis. Más tarde, aquel mismo día, todo su cuerpo fue enviado a Israel. En el período previo al tiroteo, miembros de la Brigada Bislamach informaron sobre actividades que consideraron sospechosas y recibieron órdenes de intervenir. Cuando su dron detectó a tres hombres armados saliendo de un edificio, los soldados les dispararon, sin saber que Sinwar estaba entre ellos. Los adversarios se dispersaron y Sinwar entró solo en un edificio cercano. Se produjo un tiroteo en el que un soldado de las FDI resultó gravemente herido. Un tanque de las FDI disparó contra la ubicación de Sinwar y las tropas avanzaron hacia el edificio, pero se retiraron después de que Sinwar les lanzara granadas. Las FDI luego enviaron el avión no tripulado para inspeccionar el interior y detectaron a Sinwar, herido, cuya identidad aun era desconocida para las tropas combatientes. Después de entrar nuevamente, encontraron su cuerpo en el edificio destrozado, notaron su parecido con Sinwar y lo transportaron a Israel para confirmarlo. Era uno de los hombres más buscados por Israel después del ataque liderado por Hamás el 7 de octubre contra Israel.
Fue identificado a través de registros dentales y pruebas de ADN, y su muerte fue confirmada por funcionarios israelíes poco después. Un patólogo israelí informó que el hombre había sufrido heridas en el antebrazo derecho por disparos de misiles, en la pierna izquierda por "mampostería caída" y en el cuerpo por metralla, antes de recibir un disparo en la cabeza, lo que le provocó la muerte por "lesión cerebral traumática grave". Hamás también reconoció su muerte el 18 de octubre.
El primer ministro israelí Benjamín Netanyahu declaró que la muerte de Sinwar marcaba el comienzo de una nueva era sin el gobierno de Hamás sobre Gaza, instando a los habitantes de la Franja a aprovechar la oportunidad para liberarse de su tiranía y añadiendo que quienes tienen rehenes se salvarán si se rinden y los liberan. El presidente estadounidense Joe Biden afirmó: "Este es un buen día para Israel, para Estados Unidos y para el mundo", comparando la muerte de Sinwar con la muerte de Osama bin Laden y enfatizando que representa una oportunidad para un "día después" en Gaza sin Hamás.

## Trasfondo
Yahya Sinwar se desempeñaba como líder de Hamás en la Franja de Gaza desde febrero de 2017. Su liderazgo se caracterizó por un enfoque en el fortalecimiento militar y las alianzas con Irán y Hezbolá. Comprometido con la destrucción de Israel, se le consideraba, junto con Mohammed Deif, uno de los principales arquitectos de la Operación Inundación de Al-Aqsa de 2023. El grupo, bajo su liderazgo, había estado planeando este asalto durante dos años antes de su ejecución. Al lanzar el ataque, el día más mortífero en la historia de Israel, Sinwar inició la guerra entre Israel y Hamás -uno de los conflictos más mortíferos en la lucha entre Israel y Palestina-, desencadenando una respuesta militar que resultó en destrucción generalizada, víctimas y desplazamientos en su tierra natal, Gaza. También ha arrastrado a Irán y a otros miembros del Eje de la Resistencia, incluido Hezbolá (cuyas capacidades han disminuido significativamente debido a las acciones israelíes), junto con los Hutíes y las milicias iraquíes, a la guerra con Israel. En septiembre de 2015, Sinwar fue definido como terrorista por el gobierno de los Estados Unidos.
En febrero de 2024, se publicó un video de Sinwar moviéndose en un túnel con su familia. También se especuló en agosto que emergería a la superficie con una capa de mujer. La Corte Penal Internacional (CPI) tenía previsto emitir una acusación por crímenes de guerra contra Sinwar, como se anunció en mayo. Sinwar fue elegido jefe del buró político del movimiento el 6 de agosto de 2024 después del asesinato de Ismail Haniyeh. El mes siguiente, el Departamento de Justicia de Estados Unidos anunció cargos penales contra Sinwar.
En múltiples ocasiones, los residentes de Gaza pidieron la caída de Sinwar y otros líderes de Hamás, tanto a través de manifestaciones como a través de los medios de comunicación en línea. Antes de su muerte, Sinwar declaró en sus discursos que preferiría ser asesinado por Israel antes que morir de un ataque cardíaco o en un accidente automovilístico. En una ocasión, dijo que "el mejor regalo que el enemigo y la ocupación pueden ofrecerme es asesinarme y que yo caiga como mártir en sus manos".
Según se informa, Israel sabía desde hacía meses que Sinwar se escondía en el campamento de Tel As-Sultan de Rafah, aunque se desconocía su ubicación precisa. El 31 de agosto, seis rehenes fueron asesinados en las cercanías del edificio en el que murió Sinwar. Se dice que había estado en el mismo túnel que ellos.

## Asesinato de Yahya Sinwar
El 17 de octubre de 2024, las Fuerzas de Defensa de Israel (FDI) informaron que había una "alta probabilidad" de que Sinwar hubiera muerto en Rafah. El día anterior, las FDI habían participado en un tiroteo con un grupo de militantes de Hamás, matando a tres oponentes. El tiroteo fue llevado a cabo por soldados reclutados de la Brigada Bislamach que no sabían contra quién estaban luchando, según Kan. No había rehenes cerca. Según un portavoz de las FDI, Sinwar se encontraba en un edificio dañado antes de que un tanque disparara contra la estructura. Un patólogo israelí informó que Sinwar sufrió heridas en el antebrazo derecho por disparos de misiles, en la pierna izquierda por "mampostería caída" y en el cuerpo por metralla, antes de recibir un disparo en la cabeza, lo que le provocó la muerte por "lesión cerebral traumática grave".
Las FDI también declararon que habían matado al guardaespaldas de Sinwar, Mahmoud Hamdan, después de haber afirmado anteriormente, incorrectamente, haberlo asesinado el 10 de septiembre de 2024.

### Cronología de los eventos
El 16 de octubre de 2024, aproximadamente a las 10 de la mañana, las tropas de las FDI notaron una figura sospechosa que entraba y salía de un edificio cercano, tras lo cual se dio la orden de atacar. A las 3 p. m., un avión no tripulado de las FDI detectó a tres hombres armados que salían del edificio, dos cubiertos con mantas y despejando el camino para un tercero. Los soldados abrieron fuego y el grupo se dispersó: dos de ellos entraron en un edificio y el tercero, que más tarde se demostró que era Sinwar, entró en otro edificio y subió al segundo piso. Un soldado de las FDI resultó gravemente herido en el tiroteo que siguió. Un tanque disparó un proyectil hacia la ubicación de Sinwar y los soldados de infantería comenzaron a barrer el edificio. Sinwar les lanzó dos granadas; una explotó y la otra no. Las tropas luego se retiraron y enviaron un dron que detectó una figura herida con el rostro cubierto que intentaba derribar el dron en el aire con un palo. En ese momento, no se sabía que el militante enmascarado era Sinwar.
Tras el incidente, las tropas descubrieron un cuerpo que tenía un parecido sorprendente con Sinwar, vestido con uniforme militar, con una granada y una pistola, mientras evaluaban el edificio derrumbado donde ocurrió el intercambio. Entre los artículos adicionales encontrados en su persona se encontraban 40 000 shekels (NIS) en efectivo, un encendedor y un pasaporte no relacionado con él, que pertenecía a un profesor de UNRWA. Se informó que los tres cadáveres fueron encontrados con dinero en efectivo, armas y documentos de identidad falsos.
Después de esto, los funcionarios israelíes informaron al gabinete de seguridad de la probable muerte de Sinwar. Las fuerzas de las FDI no tenían como objetivo específico a Sinwar durante la operación y no anticiparon su presencia en la zona.
Los informes iniciales indicaron que se realizarían pruebas de ADN, dentales y de huellas dactilares para una identificación formal, ya que las FDI tienen los registros de Sinwar de su tiempo en prisión. En las redes sociales circularon fotografías que supuestamente mostraban el cuerpo que se cree que es el de Sinwar, con heridas en la cabeza y una pierna. Según The New York Times, las fotografías coincidían con imágenes de archivo de Sinwar, incluidos dientes torcidos y lunares distintivos.
El periódico israelí Yedioth Ahronoth, que también publicó fotografías del cuerpo, confirmó que la unidad de la policía forense de Israel hizo una comparación completa con los registros dentales de Sinwar. La policía israelí dijo en un comunicado que el cuerpo coincidía con los registros dentales y las huellas dactilares de Sinwar. La identificación fue confirmada además mediante pruebas de ADN. Hamás también confirmó su muerte el 18 de octubre. Una autopsia mostró que la causa de la muerte fue un disparo en la cabeza de Sinwar.

## Análisis
Associated Press describió la muerte de Sinwar como un "punto de inflexión dramático" en la guerra, afirmando que el asesinato "decapita al grupo militante palestino que ya se estaba recuperando de meses de asesinatos en todas sus filas", y lo llamó "un poderoso logro simbólico para Israel en su batalla para destruir a Hamás".
El director ejecutivo del Foro de Política de Israel, David Halperin, y el presidente de J-Street, Jeremy Ben Ami, predijeron que la muerte de Sinwar era una oportunidad para devolver a los rehenes y desescalar la situación. Gershon Baskin, quien ayudó a negociar el acuerdo Shalit. en 2011, dijo que un acuerdo completo sobre los rehenes podría llevar entre tres y cuatro días.

## Reacciones

### Israel
El ministro de Defensa Yoav Galant tuiteó que "Israel está comprometido a eliminar a los terroristas dondequiera que estén". Afirmó que el asesinato "envía un mensaje claro a todas las familias de los caídos y a las familias de los rehenes : estamos haciendo todo lo posible para llegar a quienes dañaron a sus seres queridos y liberar a los rehenes y devolverlos a sus familias", y agregó que era "también un mensaje claro para los residentes de Gaza. El hombre que trajo desastre y muerte a la Franja de Gaza, el hombre que les hizo sufrir como resultado de sus acciones asesinas, el fin de este hombre ha llegado. Es hora de salir, liberar a los rehenes, [a los involucrados en la lucha] levantar las manos, rendirse. Salgan con los rehenes, libérenlos y ríndanse".
El líder de la oposición, Yair Lapid, dijo que el gobierno debe aprovechar la oportunidad para actuar con decisión respecto a los rehenes.
El primer ministro Benjamín Netanyahu declaró la muerte de Sinwar como "el comienzo del día después de Hamás", prometiendo que el grupo ya no gobernará Gaza. Se dirigió a los habitantes de Gaza, subrayando que se trataba de una oportunidad para "liberarse finalmente de su tiranía". Netanyahu advirtió a los militantes de Hamás que sus líderes están huyendo y serán eliminados, afirmando que quienes liberen a los rehenes se salvarán, pero que a cualquiera que les haga daño le esperan graves consecuencias. Destacó que la muerte de Sinwar subraya la importancia de los continuos esfuerzos de Israel, en particular la operación en Rafah, donde se habían estado escondiendo líderes clave de Hamás, y enfatizó la oportunidad de detener el "eje del mal" y construir un futuro mejor. Dijo que el asesinato de Sinwar "no es el fin de la guerra en Gaza".
El nuevo shekel israelí se apreció un 0,75% frente al dólar y un 1,4% frente al euro en el mercado de divisas el 17 de octubre tras conocerse la noticia de la muerte de Sinwar, lo que refleja la respuesta de los inversores al acontecimiento.
Las familias de los rehenes israelíes, si bien expresaron orgullo por la eliminación de Sinwar por parte de las FDI, también manifestaron preocupación por el hecho de que los 101 rehenes que aún permanecen retenidos en Gaza corren ahora un riesgo aún mayor. Instaron a los dirigentes israelíes y estadounidenses a aprovechar este éxito militar negociando un acuerdo inmediato para la liberación de los rehenes, subrayando que la verdadera victoria sólo se puede lograr cuando todos los cautivos sean devueltos sanos y salvos.

### Hamás
Inicialmente, la agencia de noticias afiliada a Hamás, Gaza Now, negó la muerte de Sinwar, publicando: "Advertencia, las noticias que hablan sobre el asesinato del líder de Hamás Yahya Sinwar son completamente falsas, y la publicación y circulación de esta noticia por parte de la ocupación es un intento de recopilar información de inteligencia, como ya lo hizo anteriormente con el líder Muhammad al-Deif. Por favor, tengan cuidado".
Un día después, el 18 de octubre, la muerte de Sinwar fue confirmada por el funcionario de Hamás Basem Naim, quien afirmó que "Hamás se hace más fuerte y más popular con cada eliminación de sus líderes. Duele perder gente, especialmente líderes únicos como Yahya Sinwar, pero estamos seguros de que ganaremos al final". Khalil al-Hayya, el líder adjunto de Hamás con sede en Catar y el negociador principal de Hamás en las negociaciones de los rehenes, dijo que los rehenes no serían liberados hasta que Israel se retirara de la Franja de Gaza. Dijo que Sinwar había muerto "enfrentándose y no retrocediendo, participando en las líneas del frente y moviéndose entre posiciones de combate" y lo llamó "una continuación de la caravana de grandes mártires siguiendo los pasos del fundador Sheikh Ahmed Yassin ", añadiendo que "Hamás está avanzando hasta el establecimiento del estado palestino en todo el suelo palestino con Jerusalén como su capital".
La oficina política de Hamás calificó la muerte de Sinwar de "dolorosa y angustiosa".

### Internacional

#### Oposición
- Organización de Liberación de Palestina: La OLP expresó sus condolencias por el "martirio" de Sinwar, calificándolo de "gran líder nacional" y pidiendo unidad entre todas las facciones palestinas. Se llamó a una lucha unida contra Israel para reclamar los derechos palestinos, incluido el derecho al retorno, el fin de la ocupación israelí y el establecimiento de un Estado palestino en las fronteras de 1967 con Jerusalén como su capital. En una declaración separada, Fatah afirmó que la política de Israel de "asesinatos y terrorismo no logrará quebrar la voluntad de nuestro pueblo de lograr sus legítimos derechos nacionales a la libertad y la independencia"..[69][70]
- Irán: Los medios de comunicación estatales de Irán describieron la muerte de Sinwar como "martirio" y lo elogiaron por morir en la lucha contra Israel en Gaza. Hossein Kazeruni, un clérigo de línea dura, dijo en X que Sinwar murió luchando contra el ejército de Israel "como un hombre, arma en mano, envuelto en kufiya, con el pecho afuera"..[71][72] El ministro de Asuntos Exteriores, Abbas Araghchi, elogió a Sinwar y añadió que "los mártires viven para siempre y la causa por la liberación de Palestina de la ocupación está más viva que nunca".[73] La misión iraní ante la ONU declaró que el asesinato de Sinwar "fortalecerá el espíritu de resistencia", y agregó que "se convertirá en un modelo para los jóvenes y niños que seguirán su camino hacia la liberación de Palestina".[74][75][76] El líder supremo Alí Jamenei describió a Sinwar como "una figura brillante de resistencia y lucha", afirmando que su muerte no detendrá al "Eje de Resistencia".'[77]
- Turquía: El ministro de Asuntos Exteriores, Hakan Fidan, expresó sus condolencias por "el martirio" de Sinwar durante las conversaciones con miembros del buró político de Hamás.[69]
- Rusia: El secretario de prensa del Kremlin, Dmitri Peskov, dijo que Rusia tenía "serias preocupaciones" sobre las consecuencias del asesinato israelí de Sinwar, particularmente para la población civil.[69]
- Hezbolá: Hezbolá elogió a Sinwar por liderar "una de las operaciones más humillantes en la historia de los ocupantes israelíes" y dijo que había ganado todas las "medallas de honor y dignidad" en su vida de lucha contra Israel. Hezbolá también declaró que su martirio "fortalecerá la resolución y determinación de la resistencia en todos los campos de batalla y arenas para avanzar en el camino de la liberación de Palestina y la erradicación del tumor canceroso sionista".[69]
- Hutíes: Un portavoz hutí expresó sus "sinceras condolencias" a Hamás y a los palestinos por la entrega de la "medalla del martirio" a Sinwar, añadiendo que Gaza y la causa palestina están "destinadas a la victoria, sin importar cuán grandes sean los sacrificios".[69]
- Afganistán: El portavoz afgano Zabihullah Mujahid publicó un comunicado en Internet en el que expresaba sus condolencias por el "martirio" de Yahya Sinwar. El comunicado también explicaba cómo la muerte de Sinwar no haría más que revitalizar la "resistencia y la lucha yihadista"..[78]

#### Neutral
- China: A una pregunta sobre el asesinato de Sinwar, el portavoz del Ministerio de Asuntos Exteriores, Mao Ning, declaró que "China cree que la prioridad apremiante es implementar plena y efectivamente las resoluciones pertinentes del Consejo de Seguridad de la ONU, alcanzar inmediatamente un alto el fuego en Gaza, proteger seriamente a los civiles, garantizar la ayuda humanitaria y evitar una mayor escalada del conflicto y la confrontación".[79]

#### Apoyo
- Estados Unidos: El presidente Joe Biden emitió un comunicado de prensa en el que declaró: "Este es un buen día para Israel, para Estados Unidos y para el mundo", y señaló que "como líder del grupo terrorista Hamás, Sinwar fue responsable de la muerte de miles de israelíes, palestinos, estadounidenses y ciudadanos de más de 30 países". Biden elogió al ejército israelí por su persecución de los líderes de Hamás, comparando la operación con la incursión de 2011 que mató a Osama bin Laden, el líder de Al Qaeda. Hizo hincapié en que Israel tiene derecho a desmantelar Hamás, destacando que el grupo ya no puede llevar a cabo ataques como el del 7 de octubre. Biden afirmó que la muerte de Sinwar eliminó "un obstáculo insuperable", creando esperanza para un futuro sin Hamás en Gaza y abriendo la puerta a un acuerdo político que beneficie tanto a israelíes como a palestinos..[80][81] La vicepresidenta Kamala Harris dijo que "se ha hecho justicia" con la muerte de Yahya Sinwar.[82] El asesor de seguridad nacional de Biden, Jake Sullivan, dijo que Sinwar "era un obstáculo enorme para la paz".[83] El candidato presidencial republicano Donald Trump dijo que el asesinato de Sinwar ha aumentado la probabilidad de una solución pacífica a la guerra entre Israel y Hamás, y acusó a Joe Biden de "tratar de frenar a [Netanyahu]".[84]
- Reino Unido: El secretario de Defensa John Healey declaró que, aunque el Reino Unido todavía está esperando la confirmación de la muerte de Sinwar, remarcó: "Yo, por mi parte, no lamentaré la muerte de un líder terrorista como Sinwar, alguien que fue responsable del ataque terrorista del 7 de octubre". Healey agregó que él y el gobierno del Reino Unido reconocen que este ataque "no sólo desencadenó el día más oscuro y mortífero para el pueblo judío desde la Segunda Guerra Mundial, sino que desencadenó más de un año de conflicto y un nivel intolerable de víctimas civiles palestinas".[85] El primer ministro Keir Starmer dijo que el Reino Unido "no lamentará" la muerte de Sinwar.[86]
- Canadá: El primer ministro Justin Trudeau declaró: "Yahya Sinwar, el brutal líder de la organización terrorista Hamás, ha sido eliminado por las Fuerzas de Defensa de Israel. Bajo el liderazgo de Sinwar, Hamás llevó a cabo las horribles atrocidades del 7 de octubre, intentó destruir a Israel y lanzó ataques terroristas sin sentido y devastadores contra civiles en toda la región. Hoy se hace justicia a sus víctimas y sus familias. La muerte de Sinwar pone fin a un régimen de terror".[87]
- Francia: El presidente Emmanuel Macron declaró: "Yahya Sinwar fue el principal responsable de los ataques terroristas y los actos bárbaros del 7 de octubre. Hoy pienso con emoción en las víctimas, entre ellas 48 compatriotas nuestros, y en sus seres queridos. Francia exige la liberación de todos los rehenes que aún se encuentran en poder de Hamás".[87]
- Alemania: La ministra de Asuntos Exteriores, Annalena Baerbock, declaró: "Sinwar fue un asesino brutal y un terrorista que quería destruir a Israel y a su pueblo. Como cerebro del terrorismo del 7 de octubre, provocó la muerte de miles de personas y un sufrimiento inconmensurable en toda una región. Hamás debe liberar ahora a todos los rehenes y deponer las armas; el sufrimiento de la población de Gaza debe terminar de una vez".[87]
- Italia: La primera ministra Giorgia Meloni declaró: "Con la muerte de Yahya Sinwar llega el fin del principal autor de la masacre del 7 de octubre de 2023. Creo que ahora debe comenzar una nueva fase: es hora de que se libere a todos los rehenes, se proclame un alto el fuego inmediato y se inicie la reconstrucción en Gaza. Seguiremos apoyando vigorosamente todos los esfuerzos en esta dirección y para la reanudación de un proceso político serio y creíble que conduzca a la solución de dos Estados".[87]
- OTAN: El secretario general Mark Rutte dijo que Sinwar "es ampliamente reconocido como el arquitecto de los ataques terroristas del 7 de octubre de 2023 contra Israel. Los he condenado, todos los aliados los han condenado. Toda alma razonable del mundo los ha condenado. Así que si ha muerto, personalmente no lo echaré de menos".[88]
- Unión Europea: El jefe de política exterior, Josep Borrell, calificó a Sinwar de "obstáculo para un alto el fuego urgentemente necesario y la liberación incondicional de todos los rehenes", añadiendo que era un "terrorista" responsable de los ataques del 7 de octubre.[89]